# شوهاری

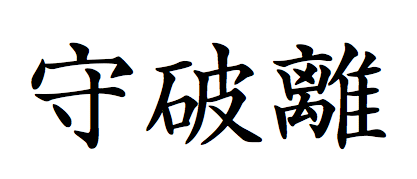
شوهاری، نوشته‌شده به زبان کانجی

شوها ری (به کانجی: 守破離 - به هیراگانا: しゅはり) یک مفهوم در هنرهای رزمی ژاپنی است که مراحل یادگیری تا استادی را توصیف می‌کند و گاهی در سایر رشته‌ها مانند گو نیز اعمال می‌شود. همچنین امروزه از این مفهوم در کسب‌وکار و زندگی روزمره نیز استفاده می‌شود.

## ریشه‌شناسی
شوهاری تقریباً به «نگه داشتن، افتادن، شکستن» یا «پیروی از قوانین، شکستن قوانین، فراتر رفتن از قوانین» ترجمه می‌شود.
شوهاری را می‌توان به ۳ مفهوم (کنجی) تجزیه کرد:
- shu (守؟) «مراقبت کردن»، «پیروی کردن» – از خرد سنتی – با یادگیری اصول، فنون، کشف‌ها، و ضرب‌المثل‌ها.
- ha (破؟) «جدا شدن»، «گریختن» – از سنت – جدا شدن از توهم‌های خود، یافتن استثناهایی برای خرد سنتی، یافتن رویکردهای جدید. در برخی از سبک‌های موسیقی ژاپنی (گاگاکو و نوه) موتیف‌های میانهٔ قطعهٔ موسیقی نیز هست.
- ri (離؟) «ترک کردن»، «جدا شدن» هیچ تکنیک یا ضرب‌المثلی وجود ندارد، همهٔ حرکت‌ها طبیعی هستند، با روح یکی می‌شوند و از فرم‌ها مستقلند. هیچ تکنیک یا خرد سنتی وجود ندارد، هر حرکتی مجاز است.

## تعریف
استاد آیکیدو ، اندو سیشیرو شیهان چنین شرح داده‌است:
«معلوم است که وقتی چیزی یادمی‌گیریم یا آموزش می‌بینیم مراحل شو، ها و ری را پشت سر می‌گذاریم. این مراحل در ادامه توضیح داده شده‌است. در شو، ما فرم‌ها را تکرار می‌کنیم و خود را منصبط می‌کنیم تا بدن ما شکل‌هایی را به خود بگیرد که پیشینیان ما ایجاد کرده‌اند. ما بدون تخطی، به این اشکال وفادار می‌مانیم. در مرحله بعد، در مرحلهٔ ها، زمانی که در شکل‌ها و حرکت‌های گفته شده به خود نظم دادیم، نوآوری‌هایی انجام می‌دهیم. در این فرایند ممکن است فرم‌ها شکسته و دور ریخته شوند. در نهایت، در ری، کاملاً از فرم‌ها دور می‌شویم، دریچه‌ای را به روی تکنیک خلاقانه باز می‌کنیم و به جایی می‌رسیم که مطابق با خواسته‌های قلب/ذهن‌مان، بدون مانع عمل می‌کنیم و در حالی که قوانین تجاوز نمی‌کنیم.»

## تاریخچه

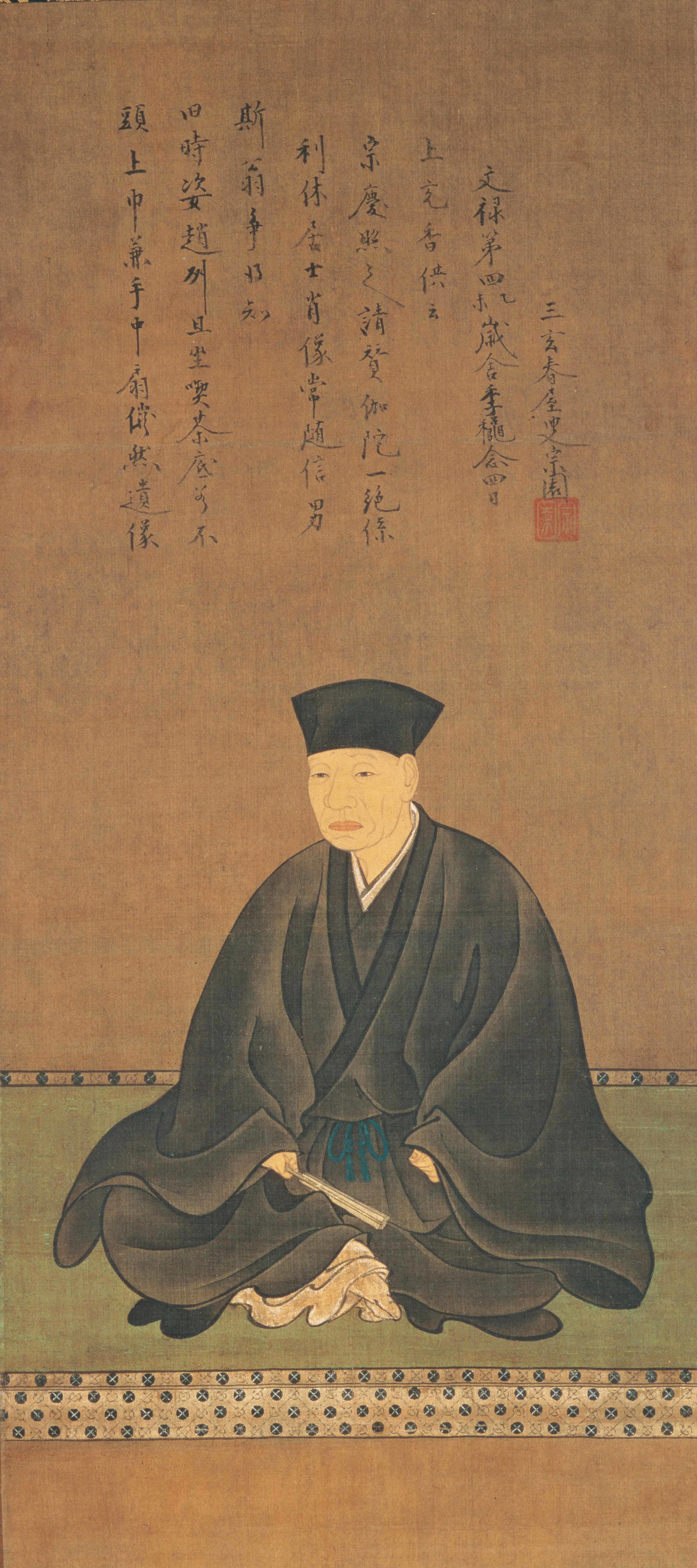
سن نو ریکیو، که در قرن شانزدهم بر تفکر چانویو در چادو (مراسم چای ژاپنی) تأثیر زیادی گذاشت.

مفهوم شوهاری اولین بار توسط فوهاکو کاواکامی با نام جو-ها-کیو در مورد آداب چای، «Sado 茶道» ارائه شد. فوهاکو فرایند خود را بر اساس آثار زامی موتوکیو، که استادِ نوه بود، پایه‌گذاری نمود که در آینده بخشی از فلسفه آیکیدو شد.
شوهاری را می‌توان به‌عنوان دایره‌هایی با مرکز مشترک (نمودار وِن دایره‌های تو در تو) در نظر گرفت، «شو» در داخلِ «ها»، و به همین ترتیب «ها» در داخل «ری» قرار دارد. فنون اساسی و دانش تغییر نمی‌کند.
در طول مرحلهٔ «شو»، هنرآموز باید وفادارانه دستورهای تنها یک معلم را دنبال کند. هنرآموز هنوز آمادگی کاوش و مقایسه مسیرهای مختلف را ندارد.